# Asemostera
Genre
Synonymes
- Pelidida Simon, 1898
- Caleurema Millidge, 1991
- Asemonetes Millidge, 1991
- Ochronetria Millidge, 1991

Asemostera est un genre d'araignées aranéomorphes de la famille des Linyphiidae.

## Distribution
Les espèces de ce genre se rencontrent en Amérique du Sud et en Amérique centrale.

## Liste des espèces
Selon World Spider Catalog (version 16.5, 28/07/2015) :
- Asemostera arcana (Millidge, 1991)
- Asemostera daedalus Miller, 2007
- Asemostera dianae Rodrigues & Brescovit, 2012
- Asemostera enkidu Miller, 2007
- Asemostera involuta (Millidge, 1991)
- Asemostera janetae Miller, 2007
- Asemostera latithorax (Keyserling, 1886)
- Asemostera pallida (Millidge, 1991)
- Asemostera tacuapi Rodrigues, 2007

## Publication originale
- Simon, 1898 : Histoire naturelle des araignées. Paris, vol. 2, p. 193-380 (texte intégral).